# Cruz do Espírito Santo (kommun)
Cruz do Espírito Santo är en kommun i Brasilien.   Den ligger i delstaten Paraíba, i den östra delen av landet, 1 700 km nordost om huvudstaden Brasília. Antalet invånare är 16 257.
Följande samhällen finns i Cruz do Espírito Santo:
- Cruz do Espírito Santo

Omgivningarna runt Cruz do Espírito Santo är en mosaik av jordbruksmark och naturlig växtlighet. Runt Cruz do Espírito Santo är det ganska tätbefolkat, med 90 invånare per kvadratkilometer.